# Damian Gąska
Damian Gąska (* 24. November 1996 in Warschau) ist ein polnischer Fußballspieler, der aktuell als Leihspieler von Śląsk Wrocław bei Radomiak Radom unter Vertrag steht.

## Karriere
Damian Gąska entstammt dem Nachwuchs von Varsovia Warschau. Im Sommer 2014 absolvierte der damals 17-Jährige ein erstes Probetraining beim deutschen Drittligisten SpVgg Unterhaching. Die Bemühungen um einen Transfer waren dann Ende August erfolgreich. Gąska konnte zu diesem Zeitpunkt aufgrund seines Alters noch in der A-Jugend spielen; in den Kader der Drittligamannschaft rückte er in der Winterpause auf. Von Trainer Christian Ziege wurde er als „ungewöhnliches Talent“ bezeichnet.
Sein Profidebüt gab er am 14. Februar 2015 im Spiel beim Halleschen FC, das mit 1:2 verloren ging. Gaska wurde in der 60. Minute für Lucas Hufnagel eingewechselt. Sein erstes Pflichtspieltor erzielte er am 24. Februar 2015 im Auswärtsspiel bei der SG Sonnenhof Großaspach zum zwischenzeitlichen 1:1. Am Ende stand ein 4:1-Sieg der Unterhachinger. Insgesamt brachte er es auf elf Drittligaeinsätze, wobei er am Ende der Saison mit seiner Mannschaft den Abstieg in die Regionalliga Bayern hinnehmen musste.
Zum 1. Juli 2015 wechselte Gąska zurück in seine Heimat Polen zum Zweitligisten Wigry Suwałki. Drei Jahre später innerhalb von Polen zu Śląsk Wrocław. 2020 wurde er an Radomiak Radom verliehen.